# La battaglia dei sessi (film 1928)
La battaglia dei sessi (The Battle of the Sexes) è un film muto del 1928 diretto da D.W. Griffith. È la versione più leggera di Donna che ama, un film del 1914 dove Griffith, con accenti drammatici, aveva raccontato il colpo di testa di un uomo di mezza età, felice padre di famiglia, per una giovane e bella vicina di casa.

## Trama
In un salone di parrucchiere per ambo i sessi, Marie Skinner scopre, ascoltando le chiacchiere del barbiere, che l'uomo di mezza età che si fa tagliare i capelli vicino a lei ha appena guadagnato una fortuna in Borsa. Decisa a mettere le mani sopra quei soldi, la ragazza si trasferisce in un appartamento in affitto nello stesso palazzo dove abita l'uomo con la sua famiglia, composta da una moglie molto amata e due figli, un maschio e una femmina.
La cacciatrice d'oro riesce, con un trucco, ad attirare il vicino a casa sua. Va a finire che questi cade nella rete: si innamora di quella bella ragazza e comincia a trascurare la famiglia e a spendere cifre folli per l'amante. La figlia di Hudson, allora, si rende conto di quello che sta succedendo. Prima che tutta la storia sfoci in un dramma o, peggio, in una tragedia, trova un modo per far rinsavire il genitore. Hudson scopre che quello che Marie gli spaccia come suo fratello, non è altri che il suo amante, un gigolo che vive alle sue spalle (con i soldi dello stesso Hudson). Disilluso e disgustato, il maturo dongiovanni torna pentito a casa.

## Produzione
Il film fu prodotto da D.W. Griffith per la Feature Productions e l'Art Cinema Corporation.

## Distribuzione
Distribuito negli Stati Uniti dalla United Artists, il film - presentato da Joseph M. Schenck - uscì in prima a New York il 12 ottobre 1928. Copia della pellicola viene conservata negli archivi dell'International Museum of Photography and Film at George Eastman House. Distribuito da Image Entertainment, il film è uscito in DVD il 29 agosto 2000.

## Censura
Per la versione da distribuire in Italia la censura italiana ordinò i seguenti cambiamenti:
- Nel II atto sopprimere la breve visione delle contorsioni delle due danzatrici.
- Nel IV atto ridurre a brevissima visione la scena tra Windsor e Sally Judson. Nello stesso atto, oltre la didascalia: "Sei un brigante, ma sei il mio brigante" sopprimere la breve scena in cui si vede Marie nascondere lo cheque fra la calza e la giarrettiera.[2]